# Rio Bom
Rio Bom é um município brasileiro do estado do Paraná.

### História do Município de Rio Bom
O município de Rio Bom começou a viver, de fato, a sua história a partir de 1945, quando a colonizadora “Rio Bom” iniciou a organização do patrimônio, com o desbravamento e a abertura de estradas. O fato promoveu a vinda de pessoas interessadas em comprar datas e terras na localidade. Aos poucos, foi se formando um povoado com migrantes mineiros, paulistas e gaúchos, além de famílias de origem portuguesa, espanhola, italiana, entre outras nacionalidades. 
As famílias Pântano, Schellworth e Andrade foram umas das primeiras a se instalarem em Rio Bom, quando então começam a surgir as primeiras casas e estabelecimentos. Após esse período de desbravamento, outras famílias importantes migraram para o território, como, Deziró, Rech, Almeida e Rankel. 
Para se tornar município, o território passou por altos e baixos. Em 1948, o território foi elevado à categoria de Distrito Judiciário do município de Apucarana, pela Lei Estadual nº 2 de 11 de outubro de 1947. Já em 1951, foi criado o município de Rio Bom, pela Lei Estadual nº 790. No dia 13 de junho de 1953, foi proposta a mudança da sede do município para Catugí, região onde hoje se encontra o município de Borrazópolis. No mesmo ano, Rio Bom chegou a pertencer à Araruva, hoje Marilândia do Sul. Após diversas divergências, Rio Bom foi desmembrado do município de Marilândia do Sul e, novamente, elevado à categoria de município em 28 de abril de 1964, pela Lei Estadual nº 4859, no artigo 4º. A sua emancipação política se deu no dia13 de dezembro de 1964. 
O município chegou a ter 12.000 habitantes, mas, a “geada negra” de 1975, que atingiu as lavouras de café de toda a região norte do Paraná, obrigou muitas famílias a migrarem para regiões mais rentáveis, como São José dos Campos, região das grandes indústrias do país. 
De acordo com o IBGE, o município de Rio Bom tem hoje 3.337 habitantes. Está localizado na micro região oito de planejamento Amuvi. Limita-se com os municípios de Apucarana, Marilândia do Sul, Faxinal, Novo Itacolomi e Borrazópolis. 
A economia do município de Rio Bom baseia-se no setor primário: agricultura e pecuária. O município conta com algumas indústrias, a maioria de pequeno porte, sendo elas: indústria de móveis e de madeiras, in indústria de beneficiamento e indústria de vestuário. As atividades comerciais são exercidas através de pequenas lojas, bares, mercearias entre outros.

Outras fontes:
Instituto Brasileiro de Geografia Estatística (IBGE)  

## Geografia
Possui uma área é de 177,836 km² representando 0,0892 % do estado, 0,0316 % da região e 0,0021 % de todo o território brasileiro. Localiza-se a uma latitude 23°45'43" sul e a uma longitude 51°24'39" oeste. Sua população, conforme estimativas do IBGE de 2022, era de 3 197 habitantes.

### Demografia
Dados do Censo - 2000
População total: 3.546
- Urbana: 2.106
- Rural: 1.440
- Homens: 1.871
- Mulheres: 1.675

Índice de Desenvolvimento Humano (IDH-M): 0,713
- IDH-M Renda: 0,613
- IDH-M Longevidade: 0,718
- IDH-M Educação: 0,809

## Administração
- Prefeito: Moisés José de Andrade (2021/2024)[8]
- Vice-prefeito: Anizio Marcelino dos Santos[8]
- Presidente da câmara: João Andrade (2021/2022)[8]

## Pontos de interesse turístico
- Saltinho - localizado no bairro da Gamela, seu acesso é pela rodovia Rio Bom - Marilandia do Sul,  05 km.
- Morro do Chico Lino (ponto culminante)
- Centro, que é mais conhecido como  praça
- Salto
- Morro do Cruzeiro
- Lago
- Igreja Matriz